# Aziz Bouhaddouz
Aziz Bouhaddouz (arabisch عزيز بوحدوز, DMG ʿAzīz Būḥaddūz; Zentralatlas-Tamazight ⵄⴰⵣⵉⵣ ⴱⵓⵃⴰⴷⴷⵓⵣ Ɛaziz Buḥadduz; * 30. März 1987 in Berkane) ist ein ehemaliger deutsch-marokkanischer Fußballspieler.

## Karriere

### Im Verein
Aziz Bouhaddouz, Sohn marokkanischer Einwanderer, die ein Jahr nach seiner Geburt im marokkanischen Berkane ins südhessische Dietzenbach übersiedelten, kam über den FC Dietzenbach und die Spvgg. 03 Neu-Isenburg bereits als Jugendspieler zum FSV Frankfurt. Bei den Senioren kam Bouhaddouz erstmals in der Saison 2006/07 in der Oberliga Hessen zum Einsatz. Den Bornheimern gelang 2007 der Aufstieg in die Regionalliga Süd und im Jahr darauf in die 2. Bundesliga. Bouhaddouz kam dabei nur sporadisch in der ersten Mannschaft zum Einsatz, keines seiner zehn Regionalligaspiele absolvierte er über die volle Distanz. Zur Rückrunde der Saison 2008/09 wurde er an den Drittligisten Erzgebirge Aue ausgeliehen. Dort erzielte er in neun Spielen ein Tor und kehrte nach Rundenende an den Bornheimer Hang zurück.
In der Vorrunde der Saison 2009/10 kam er zu seinen ersten Spielen in der 2. Bundesliga und wurde im Verlauf der Runde insgesamt 17 Mal eingesetzt, konnte sich aber weder unter Tomas Oral noch unter Hans-Jürgen Boysen einen Stammplatz erspielen. In der zweiten Mannschaft des FSV, die in dieser Spielzeit unter Trainer Ramon Berndroth Meister der Hessenliga wurde und in die Regionalliga Süd aufstieg, war er hingegen mit 23 Toren in 20 Spielen bester Torschütze der Bornheimer. Auch in der Zweitligaspielzeit 2010/11 stand Bouhaddouz im Profikader des FSV und kam in der Vorrunde auch zu mehreren Kurzeinsätzen. Am 24. Spieltag erzielte er bei der 1:2-Auswärtsniederlage in Cottbus sein erstes Zweitligator.
Bouhaddouz verließ den FSV Frankfurt im Sommer 2011, nachdem er sich mit dem Verein nicht über eine Verlängerung des Vertrages einigen konnte, und wechselte zum Drittligisten SV Wehen Wiesbaden. Unter Trainer Gino Lettieri war der Stürmer in der Hinrunde der Saison 2011/12 zeitweise Stammspieler, in der Rückrunde hingegen, in der Lettieri durch Peter Vollmann abgelöst wurde, kam Bouhaddouz fast nur noch durch Einwechslungen zu Einsätzen. Am Saisonende standen für Bouhaddouz 27 Spiele und vier Tore zu Buche. Er einigte sich anschließend mit dem SV Wehen auf eine vorzeitige Auflösung seines Vertrages. Er unterschrieb zur Saison 2012/13 beim FC Viktoria Köln in der Regionalliga West. Ende August 2013 verpflichtete ihn der Bundesligist Bayer 04 Leverkusen für seine Regionalligareserve. Bouhaddouz wurde mit 24 Treffern Torschützenkönig der Regionalliga West. Ein Jahr später wechselte er zum SV Sandhausen.
Zur Saison 2016/17 schloss er sich dem FC St. Pauli an. Während der Saison 2016/17 erlitt er einen Syndesmosebandriss, woraufhin er eineinhalb Monate ausfiel.
Am 22. August 2018 wechselte Bouhaddouz zum saudi-arabischen Erstligisten Al-Batin FC. Sein Vertrag war bis Juni 2019 gültig und wurde nach dem Abstieg des Vereins nicht mehr verlängert.
Im Mai 2019 gab der SV Sandhausen die Rückkehr des Marokkaners bekannt.
Seine zweite Anstellung bei Zweitligist Sandhausen endete am  1. Februar 2021 mit einem Transfer zum nordrhein-westfälischen Drittligisten MSV Duisburg, wo er einen Arbeitsvertrag bis zum 30. Juni 2021 unterzeichnete.
Im Sommer 2023 kehrte er zu seinem Jugend- und ersten Profiverein FSV Frankfurt zurück, der mittlerweile in der Regionalliga Südwest antrat. Nach 14 Ligaspielen bis zur Winterpause löste er seinen Vertrag bei dem Verein zum Jahresende 2023 vorzeitig wieder auf und erklärte das Ende seiner Spielerkarriere.

### Nationalmannschaft
Im August 2016 wurde Bouhaddouz erstmals in die marokkanische Nationalmannschaft berufen. Er debütierte am 31. August 2016 gegen Albanien. In seinem zweiten Länderspiel gegen São Tomé und Príncipe schoss er sein erstes Tor für die Nationalmannschaft. Von Nationaltrainer Hervé Renard wurde er in den Kader für die Afrikameisterschaft 2017 berufen. Mit Marokko schied Bouhaddouz im Viertelfinale gegen Ägypten aus. Er stand auch im Kader Marokkos für die Fußball-Weltmeisterschaft 2018. Nach zwei 0:1-Niederlagen gegen Portugal und den Iran und einem 2:2-Unentschieden gegen Spanien schied Marokko als letzter der Gruppe B aus dem Turnier aus. Gegen Spanien und bei der Niederlage gegen den Iran wurde Bouhaddouz eingewechselt, wobei ihm gegen den Iran in der fünften Minute der Nachspielzeit das entscheidende Eigentor zur Niederlage unterlief.